# 90 Leonis
90 Leonis är en dubbelstjärna i stjärnbilden Lejonet. Den består av en blåvit underjätte och en blåvit stjärna i huvudserien.
90 Leonis har visuell magnitud +5,94 och är svagt synlig för blotta ögat vid god seeing. Den befinner sig på ett avstånd av ungefär 1900 ljusår.